# チルソクの夏
『チルソクの夏』（チルソクのなつ、韓:칠석의 여름）は、山口県下関市と韓国・釜山が舞台の青春映画。2004年4月17日日本公開。監督は下関出身の佐々部清。2004年（平成16年）4月、橋口いくよにより小説化（ノベライズ）された。

## 概要
かつて、日本と韓国の心理的・政治的距離が遠かった時代、この2つの国を結ぶものの一つとして、姉妹都市である下関と釜山とが年1回夏に開いていた「関釜陸上競技大会」があった。この競技大会に参加した下関の4人の女子高校生の一年を、その一人に芽生えた淡い恋を軸に描いている。なお、チルソク（칠석）とは韓国語で七夕という意味であり、次に逢うまでは1年を待たなくてはならない、日韓の海峡を越えた恋をなぞらえている。
平成14年度文化庁映画芸術振興事業、文部科学省選定（青年向き・成人向き）、青少年映画審議会推薦作品。
第44回日本映画監督協会新人賞、第9回新藤兼人賞金賞。

## ストーリー
2003年（平成15年）の夏に久しぶりに開かれた関釜陸上競技大会。この大会にスタッフとして参加した郁子は、自分がかつて走り高跳びの選手として参加した1977年（昭和52年）の大会を回想する。
1977年（昭和52年）の夏、郁子は、同じ高校の真理、巴、玲子と共に釜山で開催された親善陸上競技大会に参加し、自分と同じ走り高跳びの選手である安大豪に声をかけられる。「Five centimeter back」というスタート位置を5cm後ろにする彼のアドバイスに従い、彼女は大会新記録を出す。その夜、戒厳令の中にもかかわらず、宿舎に会いに来た彼に郁子は好意を持ち、二人は来年また会おうと約束をする。そして、海峡を越えた文通が始まる。

## キャスト
- 遠藤郁子（水谷妃里） 長府高校の陸上部員。走り高跳び。
- 杉山真理（上野樹里） 800m。
- 藤村巴（桂亜沙美） 走り幅跳び。
- 木川玲子（三村恭代） 槍投げ。
- 安大豪（アン・テイホウ、안 대호）（鈴木淳評） 釜山高校生。走り高跳び。
- 遠藤隆次（山本譲二） 郁子の父親。流しの歌手。豊前田の呑み屋街を流していた。
- 遠藤光子（金沢碧） 郁子の母親。苦しい家計を補うべく、昼間はパチンコ店へパートに出ている。
- 宅島純一（福士誠治） 豊浦高校の陸上選手。真理のボーイフレンド。
- 寺田先生（田山涼成）
- 岡林先生（田村三郎） 陸上部コーチ。
- 清水先生（イルカ（特別出演）） 郁子の担任の教師。
- スナック「こらさ」のママ（夏木マリ）
- 26年後の郁子（高樹澪） 関釜親善陸上競技大会のスタッフ。
- 26年後の真理（谷川真理）
- 26年後の巴（竹井みどり）
- 26年後の玲子（岡本舞）
- 二家本辰己、松本じゅん、崔哲浩、上野なつひ、阿部英里奈、佐々部京子[2] ほか

## スタッフ
- 脚本・監督：佐々部清
- 音楽：加羽沢美濃
- 撮影協力：下関フィルム・コミッション、釜山フィルム・コミッション、釜山広域市、大韓陸上競技連盟、釜山陸上競技連盟、下関陸上競技場、シーモール下関、関釜フェリー、釜関フェリー、宇部市、宇部恩田陸上競技場　ほか
- 撮影：坂江正明
- 美術：若松孝市
- 編集：青山昌文
- 録音：南徳昭
- 照明：渡辺三雄
- 整音：瀬川徹夫
- 助監督：瀧本智行、山本亮、甲斐聖太郎
- 音響効果：倉橋静男（助手：倉橋裕宗）
- MA：東宝サウンドスタジオ
- 現像：IMAGICA
- プロデューサー：臼井正明、志水俊太郎
- 協賛：下関市陸上競技協会、豊浦高校同窓会、長府高校古都の浦同窓会
- 後援：山口県、下関市、山口県教育委員会、下関市教育委員会
- 製作者：増田久雄、篠原弘子、升水惟雄、石川富康、石井渉、志水俊太郎、赤尾嘉文
- 製作委員会メンバー：プルミエ・インターナショナル、プレノンアッシュ、ジャパンホームビデオ、衛星劇場、マックス・エー、コード、山口放送

## 主題歌
- この映画の主題歌は、1975年（昭和50年）に大ヒットした、イルカの「なごり雪」。これは劇中でも度々流れている。
- エンディングで流れたものは、1番が韓国語版になっている。ちなみに、イルカのアルバムでは、全て日本語のものと全て韓国語のものが収録されており、映画のエンディングは、これらを、1番を韓国語、2番を日本語の形で再編したもの。
- また、イルカはこれが縁で、映画にも郁子らの担任・清水先生の役で特別出演している。

## 監督のこだわり
この映画で重要な意味を持つ「関釜陸上競技大会」「韓国人男子高校生との出会い」「文通」「1年後の出会い」「父親の反応」などは、佐々部清監督の妹における実話である。ただし、映画のようなラブストーリーや再会があったのかどうかは不詳である。なお、「関釜陸上競技大会」については、しばらく中断されていたが、2007年（平成19年）から再開されることとなった（再開初は釜山にて。下関開催は2008年から）。
佐々部監督は、この映画を成り立たせるためには陸上のシーンが重要であると考え、映画の中心となる4人の女子高校生役を演じる女優を選んだという。運動能力に目をつぶり、興行的に有利になるように名の売れている女優を選ぶのではなく、その時点では無名ながらも運動能力に優れた4人の女優を選んだ。
例えば、真理役を演じた上野樹里は、後にNHK朝の連続テレビ小説「てるてる家族」（秋子役）、映画「スウィングガールズ」（友子役・主演）、フジテレビ月曜9時枠の連続ドラマ「のだめカンタービレ」（野田恵役・主演）に出演して脚光を浴びるが、「チルソクの夏」の撮影当時はほぼ無名だった。
また、撮影に入る前に陸上の練習を含む2週間の合宿を行ったが、映画の中で美しい背面跳びを見せた郁子役の水谷妃里は、子役としての芸能活動のかたわら、中学校で陸上競技の選手として活躍していたこともあり、この映画の練習の成果により、実際に165cmを飛んだという。
これらに対し、安大豪役には、韓国でオーディションを行い、「陸上の経験がある」という自己申告を信用して、ある韓国人男性を起用した。ところが、実際に陸上の練習をさせてみたところ、わずか数日で音を上げてしまった（自己申告は、「何とかなる」という本人の希望的観測に過ぎなかった）。一時は別の俳優を起用し、シナリオも変更することまで検討されたが、人づてで淳評が紹介され、起用が決まった。
なお、興行的観点という意味では、下関出身の歌手山本譲二を郁子の父（流しの歌手）の役、また福岡出身で元マラソンランナーの谷川真理を26年後の真理役に起用した。ちなみに、谷川真理は高校時代、800mの選手であった。
　
また、主人公の郁子が韓国のラジオ放送を聞きながら想いを寄せている韓国の高校生に手紙を書くシーンがあるが、韓国・KBS（韓国放送公社）に協力を依頼し、その当時の音源を使用している。

## 七夕上映会
「チルソク」にちなみ、下関市では、「山口・福岡公開」の2003年（全国公開の前年）から、毎年7月7日に「七夕上映会」が開催され、佐々部監督や出演者が参加する上映会が行われていた（2008年以降は開催されていない）。
- 2003年 下関市民会館大ホール ゲスト：水谷妃里、桂亜沙美、三村恭代
- 2004年 下関市民会館大ホール ゲスト：加羽沢美濃、淳評
- 2005年 下関スカラ座 ゲスト：淳評
- 2006年 下関市シーモール屋上 ゲスト：桂亜沙美
- 2007年 下関市シーモールホール ゲスト：水谷妃里、桂亜沙美、三村恭代、福士誠治

## ロケ地
ロケ地の一つに火の山ロープウェイ上駅と山頂の間に2001年に設置された木製展望台（ウッドデッキ）があったが、観光施設再編のため2024年7月から解体され、2025年度に「ヒノヤマリング展望台」が建設されることになった。